# کاپیک
کاپیک، روستایی است از توابع بخش کوهسار و در شهرستان سلماس استان آذربایجان غربی ایران.

## جمعیت
این روستا در دهستان شناتال قرار داشته و بر اساس سرشماری سال ۱۳۸۵ جمعیت آن ۵۹۲نفر (۱۱۰ خانوار) البته در سال ۱۳۹۵ به بعد به دلیل کم‌آبی، بیشتر مردم آن به شهرها مهاجرت کرده‌اند .